# Windfoil
 (novembre 2021).
La mise en forme du texte ne suit pas les recommandations de Wikipédia : il faut le « wikifier ».
Les points d'amélioration suivants sont les cas les plus fréquents. Le détail des points à revoir est peut-être précisé sur la page de discussion.
- Les titres sont pré-formatés par le logiciel. Ils ne sont ni en capitales, ni en gras.
- Le texte ne doit pas être écrit en capitales (les noms de famille non plus), ni en gras, ni en italique, ni en « petit »…
- Le gras n'est utilisé que pour surligner le titre de l'article dans l'introduction, une seule fois.
- L'italique est rarement utilisé : mots en langue étrangère, titres d'œuvres, noms de bateaux, etc.
- Les citations ne sont pas en italique mais en corps de texte normal. Elles sont entourées par des guillemets français : « et ».
- Les listes à puces sont à éviter, des paragraphes rédigés étant largement préférés. Les tableaux sont à réserver à la présentation de données structurées (résultats, etc.).
- Les appels de note de bas de page (petits chiffres en exposant, introduits par l'outil «  Source ») sont à placer entre la fin de phrase et le point final[comme ça].
- Les liens internes (vers d'autres articles de Wikipédia) sont à choisir avec parcimonie. Créez des liens vers des articles approfondissant le sujet. Les termes génériques sans rapport avec le sujet sont à éviter, ainsi que les répétitions de liens vers un même terme.
- Les liens externes sont à placer uniquement dans une section « Liens externes », à la fin de l'article. Ces liens sont à choisir avec parcimonie suivant les règles définies. Si un lien sert de source à l'article, son insertion dans le texte est à faire par les notes de bas de page.
- La présentation des références doit suivre les conventions bibliographiques. Il est recommandé d'utiliser les modèles {{Ouvrage}}, {{Chapitre}}, {{Article}}, {{Lien web}} et/ou {{Bibliographie}}. Le mode d'édition visuel peut mettre en forme automatiquement les références.
- Insérer une infobox (cadre d'informations à droite) n'est pas obligatoire pour parachever la mise en page.

Pour une aide détaillée, merci de consulter Aide:Wikification.
Si vous pensez que ces points ont été résolus, vous pouvez retirer ce bandeau et améliorer la mise en forme d'un autre article.
Le windfoil est un sport nautique de surface qui est l'évolution de la planche à voile avec un hydrofoil. Il utilise un équipement similaire à la planche à voile avec un gréement normal ou légèrement évolué sur une planche à voile normale ou dédiée. La planche a un hydrofoil monté dans le boitier d'ailerons.
L'hydrofoil soulève la planche et son gréement hors de l'eau et permet au véliplanchiste d'atteindre des vitesses améliorées dans des vents légers en raison de la traînée réduite. Le windfoil permet aux pratiquants de naviguer dans une plus grande variété de conditions (plage basse, vent irrégulier, ...)

## Quelques champions
- Nicolas Goyard
- Antoine Albeau
- Hélène Noesmoen
- Balz Müller

## Compétitions

### Olympisme
Le Windfoil est une discipline olympique. Tout comme le kite en 2012, la planche à voile est passé à un support avec foil. La classe retenue est la classe IQFoil. L'IQFoil permet de naviguer entre 5 et 35 nœuds de vent avec des formats de course intéressants variant selon le vent. L'IQFoil sera pour la première fois présent aux Jeux olympiques d'été de 2024 à Marseille ou à Teahupo'o.

## Sources d'informations et de discussion

### Forum
- Windsurfing33

### Vidéos tutoriels
- Vidéo tutoriel, 12 conseils pour bien débuter en windfoil ! par Watersports zone :
- Playlist tutoriel, Windfoil Flight School par Sam Ross (EN) :
- Playlist tutoriel, Windfoil Flight School 2 par Sam Ross (EN) :

### Blogs et sites
- Comparatifs et fiches conseils windfoil de GlisseAttitude (shop)
- Site de partage et comparaison Windfoilfande GlisseAttitude (shop)
- Blog EN Windfoilzone.com/blog(online shop)